# 1920年アントワープオリンピックのオーストラリア選手団
1920年アントワープオリンピックのオーストラリア選手団（1920ねんアントワープオリンピックのオーストラリアせんしゅだん）は、1920年8月14日から9月12日にかけてベルギーのアントウェルペン州アントワープで開催された1920年アントワープオリンピックのオーストラリア選手団、およびその競技結果。

## 概要
今大会は銀メダル2個、銀メダル1個の合計3個のメダルを獲得した。

## メダル
| メダル | 選手名             | 競技 | 種目        |
| ------ | ------------------ | ---- | ----------- |
| 銀     | ジョージ・パーカー | 陸上 | 男子3km競歩 |